# Брынкин, Виталий Алексеевич
Вита́лий Алексе́евич Бры́нкин (род. 1 февраля 1944 года, Зерноград, Ростовская область, СССР) — советский, казахстанский и российский государственный деятель, первый глава администрации города Ленинска (ныне Байконур) в Республике Казахстан.

## Биография
Начал карьеру в промышленности и образовании, работая инженером, а затем заместителем директора СПТУ-130. Активно участвовал в комсомольском движении, занимая должности секретаря районного, областного комитетов, а также Центрального комитета ЛКСМ Казахстана.
С 1978 года работал в Министерстве сельского хозяйства Казахской ССР, после чего занимал руководящие должности в Тургайской области, включая пост первого секретаря Жанадалинского райкома партии, заведующего сельскохозяйственным отделом Тургайского обкома КП Казахстана и начальника областного управления сельского хозяйства. В 1987 году был назначен вторым секретарём Кзыл-Ординского обкома КП Казахстана, а в 1989 году — председателем облисполкома.
В феврале 1992 года, в условиях распада Советского Союза, космический комплекс «Байконур» и город Ленинск перешли под юрисдикцию Республики Казахстан. Для управления городом была создана казахстанская городская администрация, и Виталий Брынкин был назначен её первым главой. Под его руководством были заложены основы создания городских коммунальных служб, сформированы государственные органы, создана схема управления городом.
В 1994 году стал представителем президента Казахстана в Семипалатинской области, а в 1995 году — заместителем начальника организационно-контрольного управления администрации президента Казахстана. В том же году назначен акимом Тургайской области.
В октябре 2000 года завершил работу в Казахстане, за время карьеры занимая 21 должность в 17 организациях и избираясь в 54 партийных, советских и иных выборных органа. Дважды избирался депутатом Верховного Совета Казахстана.
После переезда в Россию с 2000 года, работал в администрации президента Российской Федерации советником главного территориального управления. В 2002 году начал работу в счётной палате РФ, занимая должности начальника инспекции и заместителя директора департамента по контролю расходов федерального бюджета на природопользование и агропромышленный комплекс.
За свои заслуги Виталий Брынкин награжден многими государственными наградами СССР и Республики Казахстан, включая орден «Достык».

## Награды и упоминания
- орден «Дружбы народов»
- орден «Знак Почёта»
- орден Республики Казахстан «Достык» II степени
- 14 медалей
- 7 почётных званий
- 57 наград и знаков отличия, учреждённых центральными органами СССР, Казахстана и России
- действительный государственный советник Российской Федерации 3 класса[7]

По словам лётчика-космонавта Талгата Мусабаева, при подготовке к его первому полёту поддержку ему оказали представители администрации города, в том числе Виталий Брынкин. По просьбе Мусабаева ему предоставили Флаг Республики Казахстан, снятый с флагштока в кабинете главы администрации, а также Коран, которые космонавт взял с собой на борт космического корабля.